# 1984年サラエボオリンピックのイタリア選手団
1984年サラエボオリンピックのイタリア選手団（1984ねんサラエボオリンピックのイタリアせんしゅだん）は、1984年2月8日から2月19日までユーゴスラビア（現・ボスニア・ヘルツェゴビナ）のサラエボで開催された1984年サラエボオリンピックのイタリア選手団、およびその競技結果。

## 概要
今大会は金メダル2個を獲得した。

## メダル
| メダル | 選手名                   | 競技           | 種目        |
| ------ | ------------------------ | -------------- | ----------- |
| 金     | パオレッタ・マゴニ       | アルペンスキー | 女子回転    |
| 金     | パウル・ヒルドガートナー | リュージュ     | 男子1人乗り |